# ベースメント・ジャックス
ベースメント・ジャックス（Basement Jaxx）は、イギリス出身のダンス・ユニット。

## 概要

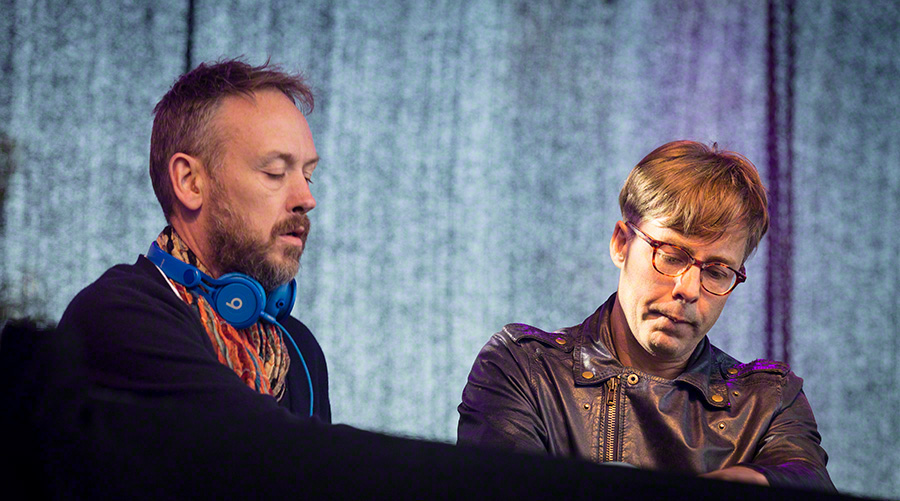
ベースメント・ジャックス（2016年）

1997年のメジャーデビューから次々とヒット作を発表し、今やクラブ・ミュージック界においてケミカル・ブラザーズやファットボーイ・スリムなどと肩を並べるトップスターにまで成長した。多くのミュージシャンのリミックスやプロデュースも手がけるなどスタジオワークの才も併せ持つ。
ゲストボーカルを招き、自らはターンテーブルを操作して演奏するDJスタイルは上記の2組と同じだが、フィリックス自身がボーカルをとってライブすることもあり、その点でプロディジーの演奏スタイルにも通じている。また、近年はバンド・セットを用いての演奏をおこなっており、ますますそのスタイルを多様化している。

## 来歴
1994年、フィリックスが催したパーティーでサイモンと出会い、2人は意気投合。ユニットを結成する。
1995年、自主制作でリリースした「サンバ・マジック」が全米・全英のクラブで話題を呼び、クラブ・ミュージック界期待の新人ユニットとして注目される。
EP『フライ・ライフ』が、自主制作のリリースにもかかわらず全英TOP20入りのスマッシュ・ヒットを記録した1997年、この年にクラブ・ミュージック界から世界を席巻したプロディジー擁するXLレコーディングスと契約。
1999年に発表したデビュー・アルバム『レメディ』は全英チャート1位、アメリカのビルボード・ダンスチャート1位を記録。日本でも、シングル「レッド・アラート」がラジオ・チャートの1位を記録した。
翌2000年2月、新宿LIQUIDROOMで単独ライブを行った。
2001年リリースのセカンド・アルバム『ルーティー』では、ヒットシングル「ホエアズ・ユア・ヘッド・アット」に代表されるように、ブラジルのカーニバルをテーマとしたようなファンクなお祭りサウンドを展開した。この作品で、軒並み高評価を得ると共にその人気を確固たるものとした。
翌2002年、お台場のZepp東京でライブを行った。チケットをソールドアウトさせる盛況を博す。
2003年、バンド・サウンドに大きく接近したサード・アルバム『キッシュ・キャッシュ』をリリース。日本のアニメ映画『アップルシード』のテーマソングにもなったシングル「グッド・ラック」を生み、アルバムも全英トップ5入りした。
翌2004年、フジロックフェスティバルのホワイト・ステージにトリで出演。入場規制が敷かれるほど観客を動員した。フジ史上に残る名ライブとの呼び声が高い。
2005年、全てのシングル・全てのビデオクリップが入ったベスト・アルバム『ザ・シングルス』をリリース。全英1位を獲得すると共に、欧州最大のフェスであるグラストンベリー・フェスティバルのヘッドライナーを務める。さらにこの年のグラミー賞でベスト・エレクトロニカ・アルバムを受賞。名実共にトップ・アーティストとなる。
2006年にはロビー・ウィリアムズとのコラボツアーを敢行。4枚目となるアルバム『クレイジー・イッチ・レディオ』を9月にリリースし、単独の全英アリーナツアーを成功させるなど絶頂期を迎えている。
2009年、客演にオノ・ヨーコらを迎え、前作より3年ぶりとなる5枚目のアルバム『スカーズ』をリリース。7月には5年ぶりにフジロックフェスティバルに出演し、グリーン・ステージのクロージングアクトを務めた。
翌2010年、新木場STUDIO COASTでライブを行った。
2014年、前作より5年ぶりとなる6枚目のアルバム『フント』をリリース。7月のフジロックフェスティバルのホワイト・ステージのヘッドライナーを務めた。

## メンバー
- フィリックス・バクストン (Felix Buxton) - ミキサー、ターンテーブル、ボーカル
- サイモン・ラトクリフ (Simon Ratcliffe) - ミキサー、ターンテーブル、ギター

## ディスコグラフィ

### スタジオ・アルバム
- 『レメディ』 - Remedy (1999年)
- 『ルーティー』 - Rooty (2001年)
- 『キッシュ・キャッシュ』 - Kish Kash (2003年)
- 『クレイジー・イッチ・レディオ』 - Crazy Itch Radio (2006年)
- 『スカーズ』 - Scars (2009年)
- 『ゼファー』 - Zephyr (2009年) ※EP。『スカーズ』に未収録だった音源集
- 『フント』 - Junto (2014年)

### コンピレーション・アルバム
- Atlantic Jaxx Recordings: A Compilation (2000年)
- 『ジャックス・アンリリースト』 - Jaxx Unreleased (2000年)
- 『エクストラ・カッツ』 - Xxtra Cutz (2001年) ※EP
- 『ザ・シングルス』 - The Singles (2005年)
- Atlantic Jaxx Recordings: A Compilation Vol. 2 (2006年)
- Focus on Atlantic Jaxx (2010年)
- 『フント・リミックスド』 - Junto Remixed (2015年)
- 『ジャックス・クラシックス・リミックスド(2016-2020) / ロスト・トラックス(1999-2009)』 - Jaxx Classics Remixed (2016-2020) / Lost Tracks (1999-2009) (2020年)

### DVD
- 「Rendez-Vu」（「相棒 警視庁ふたりだけの特命係(Pre Season)」EDテーマ）

※ZARDの「promised you」（2000年-2002年の土曜ワイド劇場のEDテーマ）から差し変えて収録されている。TV放送版ではOPテーマとして使用されている。